# Tratado de Amistad germano-turco

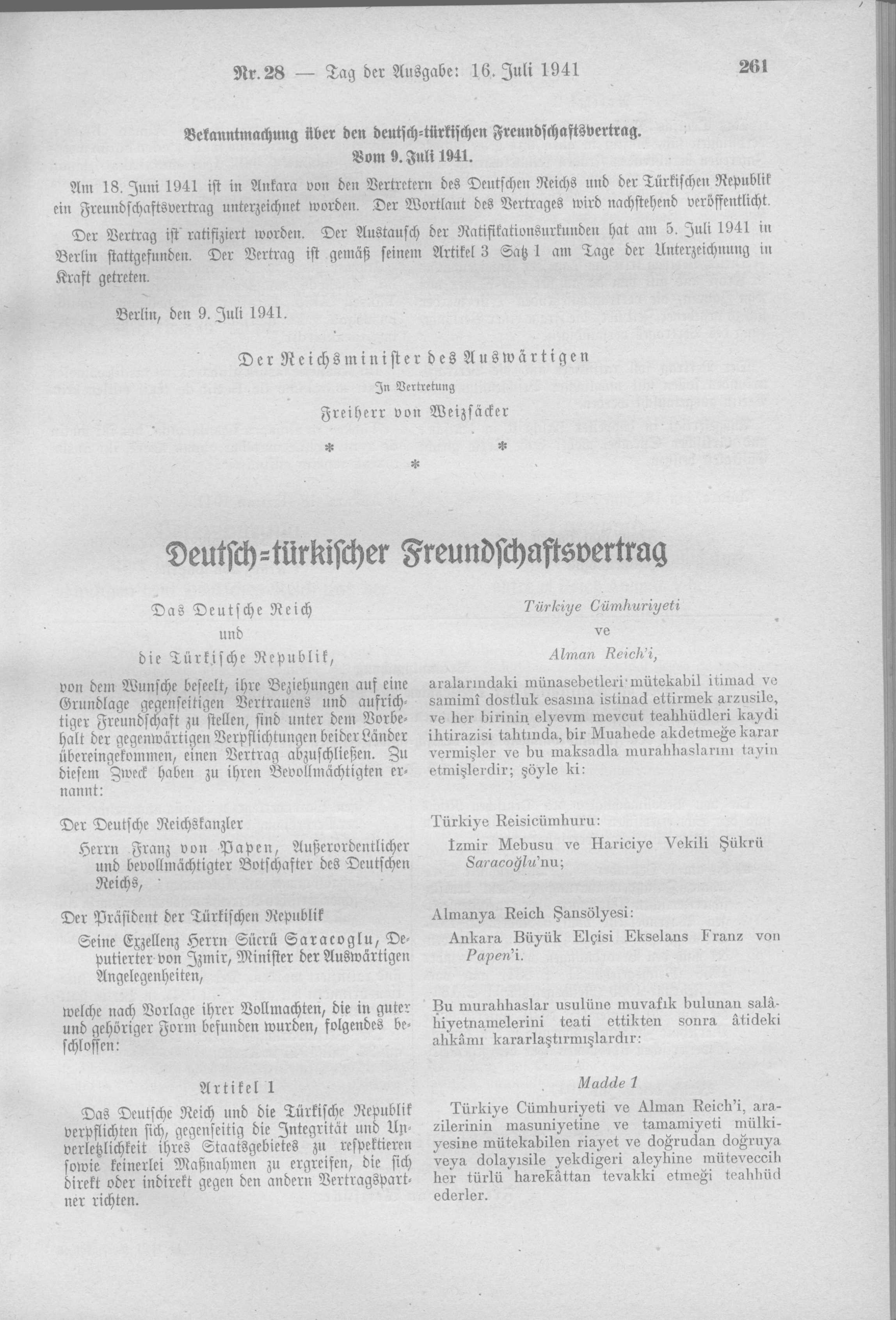
El Tratado de Amistad germano-turco de 1941.

El Tratado de Amistad germano-turco (en alemán: Türkisch-Deutscher Freundschaftsvertrag, en turco: Türk-Alman Dostluk Paktı) fue un pacto de no agresión firmado entre la Alemania nazi y Turquía el 18 de junio de 1941 en Ankara por el embajador alemán en Turquía Franz von Papen y Ministro de Asuntos Exteriores de Turquía, Şükrü Saracoğlu. Entró en vigor el mismo día.
El pacto estipulaba que iba a durar diez años, pero Turquía rompió sus relaciones diplomáticas y comerciales con Alemania en agosto de 1944, después de que el ejército soviético invadiera Bulgaria, y el 23 de febrero de 1945 Turquía declaró la guerra a la Alemania nazi. El pacto fue disuelto el 24 de octubre de 1945, tras la caída del Tercer Reich, cuando Turquía se unió a la Organización de las Naciones Unidas.

## Contexto geopolítico
Después del estallido de la Segunda Guerra Mundial en 1939, el presidente turco İsmet İnönü siguió una política de neutralidad, trató de evitar involucrarse en la guerra y solicitó la entrega de equipos militares tanto de las potencias del Eje como de los Aliados. Alemania trató de alejar a Turquía de Gran Bretaña mediante esfuerzos diplomáticos.

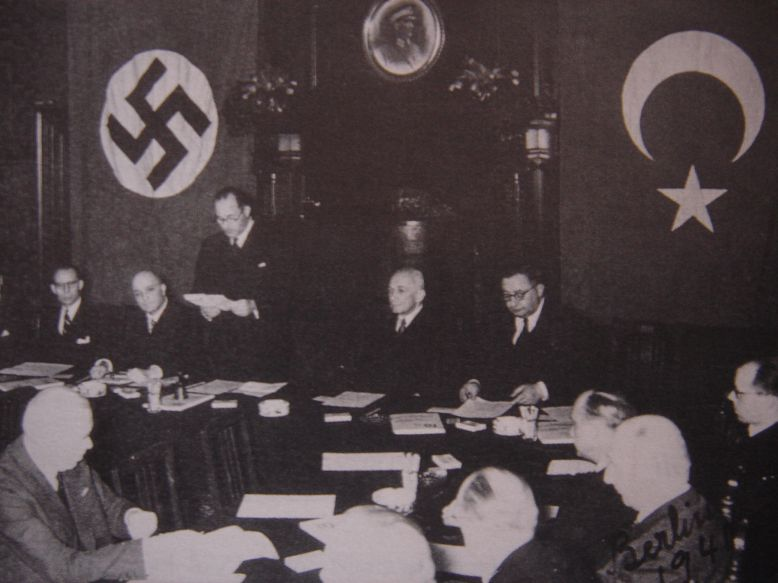
Las dos partes firmando el pacto.

Mientras Alemania se preparaba para invadir Yugoslavia y Grecia en abril de 1941, las tropas alemanas llegaron a la frontera búlgara y exigieron permiso búlgaro para pasar por su territorio. El 1 de marzo de 1941, Bulgaria, que deseaba adquirir las áreas en las que vivían las comunidades de habla búlgara en Grecia (Macedonia Oriental y Tracia) y Yugoslavia (Región de Macedonia del Vardar), firmó el Pacto Tripartito y se unió formalmente a las potencias del Eje.
El 4 de marzo de 1941, Franz von Papen envió una carta de Adolf Hitler a İnönü en la que Hitler decía que no había comenzado la guerra y que no tenía la intención de atacar Turquía. Además, Hitler enfatizaba que había ordenado a sus tropas en Bulgaria que se mantuvieran lejos de la frontera turca para evitar dar una falsa impresión de su presencia. Hitler propuso un pacto de no agresión con Turquía.
El 6 de abril, las tropas del Eje atacaron Yugoslavia (en la Operación 25) y Grecia (en la Operación Marita) a través de Bulgaria en un esfuerzo por asegurar su flanco sur. La invasión de Yugoslavia terminó el 17 de abril y la invasión de Grecia el 1 de junio. Bulgaria anexó las regiones griega y yugoslava que había reclamado, y se completó la anexión del Eje y la ocupación de la región de los Balcanes.
Mientras tanto, el 1 de abril de 1941, Rashid Ali Al-Gailani organizó un golpe de Estado que derrocó al régimen probritánico en Irak. Los cuatro generales que lideraron la revuelta trabajaron en estrecha colaboración con la inteligencia alemana y aceptaron la ayuda militar de Alemania. Hitler pidió permiso a Turquía para pasar por territorio turco para brindar asistencia militar a Irak. A cambio, el gobierno turco exigió concesiones fronterizas a Irak. Mientras se llevaban a cabo las negociaciones, las fuerzas británicas atacaron Irak. Entre el 18 de abril y el 3 de junio, Gran Bretaña restauró el régimen del emir 'Abd al-Illah, regente del rey Faysal II, de cuatro años. El problema entre Turquía y Alemania se resolvió con ese desarrollo. El Tratado de Amistad entre Alemania y Turquía se firmó el 18 de junio de 1941.
El 22 de junio de 1941, cuatro días después de la firma del Tratado de Amistad germano-turco, las tropas alemanas invadieron la Unión Soviética en la Operación Barbarroja y violaron el Pacto de no agresión germano-soviético.
En agosto de 1944, Turquía rompió sus relaciones diplomáticas y comerciales con Alemania, anteriores al Tratado de Amistad, y el 23 de febrero de 1945, Turquía declaró la guerra a Alemania.

## Acuerdo Clodius
En octubre de 1941, Turquía y Alemania firmaron el Acuerdo Clodius, llamado así por el negociador alemán Karl Clodius. Turquía acordó exportar hasta 45.000 toneladas de mineral de cromita a Alemania en 1941 y 1942, y 90.000 toneladas del mineral tanto en 1943 como en 1944, dependiendo de los suministros de equipo militar de Alemania a Turquía. Alemania proporcionaría hasta 117 locomotoras de ferrocarril y 1.250 vagones de carga para transportar el mineral.
En un intento por evitar que el suministro del mineral estratégico llegara a Alemania, tanto los Estados Unidos como el Reino Unido se lanzaron a comprar cromita turca, incluso si no la necesitaban tanto. Como parte del "acuerdo global", los angloamericanos también compraron frutos secos y tabaco turcos.